# Lillströmsträsk
Lillströmsträsk är en sjö i Tyresö kommun i Södermanland och ingår i Tyresån-Trosaåns kustområde. Sjön är 3,5 meter djup, har en yta på 0,01 kvadratkilometer och befinner sig 66 meter över havet.